# Alejsk
Alejsk (rusky Але́йск) je město v Altajském kraji v Ruské federaci. Při sčítání lidu v roce 2010 měl bezmála třicet tisíc obyvatel.

## Poloha
Alejsk leží ve stepích severního předhůří Altaje na levém břehu Aleje, levého přítoku Obu. Od Barnaulu, správního střediska kraje, je vzdálen přibližně 125 kilometrů jihozápadně.

## Dějiny
Od roku 1926 zde bylo sídlo městského typu. Městem je Alejsk od roku 1939.

## Vojenský význam
Západně od města leží Alejská vojenská základna spadající pod Střední vojenský okruh. Dříve plnila funkci letecké základny (MiG-23) a raketové základny (R-36M). Raketová sila byla zrušena mezi lety 2000 až 2002 v rámci dohody START I.